# Lago di Petit-Saut
Il lago di Petit-Saut (in francese barrage de Petit-Saut o lac de Petit-Saut) è l'unico lago della Guyana francese (Francia) situato in America meridionale.
È un bacino artificiale costruito nel 1994 dall'Électricité de France.

## Geografia
Il bacino artificiale si trova al confine tra i comuni di Sinnamary e di Saint-Élie ed è stato creato sbarrando il fiume Sinnamary, il lago è esteso 365 km² ed è il più grande della Francia (mentre il più esteso della Francia metropolitana è il lago di Ginevra diviso con la Svizzera). La profondità media è di 35 m e il suo volume è di circa 3,5 miliardi di metri cubi.